# Daxnerovo sedlo
Daxnerovo sedlo (deutsch Daxner-Scharte, polnisch Krywańska Przełączka) ist ein 2319 m n.m. hoher Sattel auf der slowakischen Seite der Hohen Tatra. Der relativ breite Sattel befindet sich auf dem Grat Pavlov chrbát zwischen dem nördlich gelegenen Gipfel des Kriváň (2494 m n.m.) und dessen Vorberg Malý Kriváň (2335 m n.m.) und trennt die Rinne Krivánsky žľab im höchsten Teil des Tals Belianska dolina im Westen vom Talabschluss der Važecká dolina im Osten.
Noch genauer handelt es sich um drei Sattel, die durch kleinere, nicht näher benannte Felsenkuppen getrennt werden. Vom Norden her tragen sie die folgenden Namen:
- Zadné Daxnerovo sedlo (Hintere Daxner-Scharte)
- Prostredné Daxnerovo sedlo (Mittlere Daxner-Scharte)
- Predné Daxnerovo sedlo (Vordere Daxner-Scharte)

Der Name entstand erst nach dem Ersten Weltkrieg und wurde vom slowakischen Pädagogen Miloš Janoška eingeführt. Namensgeber ist Štefan Marko Daxner (1822–1892), slowakischer Politiker, Schriftsteller und Publizist, der u. a. im Jahr 1861 das Memorandum der slowakischen Nation verfasste und am 3. September im selben Jahr einen großen „Volksausflug“ auf den Kriváň organisierte.
Über den Sattel führt ein blau markierter Weg vom See Jamské pleso zum Gipfel des Kriváň.